# Незабравимата
Незабравимата (на английски: A Walk to Remember) е филм от 2002 г., режисиран от Адам Шанкман със сценарий на Карън Дженсън, базиран на роман от 1999 г. със същото име на Никълъс Спаркс. Във филма участват Шейн Уест, Менди Мор, Питър Койот и Дарил Хана и е продуциран от Денис Ди Нови и Хънт Лоури за Warner Bros.

## Сюжет
Тя нахлува в живота му. Тя му показва верния път и любовта. Тя променя живота му завинаги! Романтична история за това как любовта е по-силна от смъртта.
В малкото пристанищно градче Бюфорт, Северна Каролина, Ландън Картър си спомня последната година в местната гимназия и Джейми Съливан, момичето, което променя живота му. Сериозна и консервативна, Джейми (Мур) е много далеч от разбиранията на околните за готин тийнейджър, но това въобще не я интересува. Ландън (Уест) живее безсмисления си живот на звезда в гимназията, нямайки нито планове за бъдещето, нито вяра в себе си. Когато една на пръв поглед безобидна шега има ужасни последици и едно момче е в болница, Ландън е наказан да преподава на изостанали ученици през уикендите и да участва в театралната постановка в училище. Имайки много ангажименти, с които не може да се справи, той е принуден да потърси помощта на Джейми. Скоро абсолютно против собствените си очаквания и тези на хората, които нарича свои приятели, Ландън ненадейно се влюбва в момичето, което ще му предаде страстта към живота, която никога не си е представял...

## Актьорски състав
| Актьор           | Роля           |
| ---------------- | -------------- |
| Шейн Уест        | Ландън Картър  |
| Менди Мор        | Джейми Съливън |
| Питър Койот      | Отец Съливън   |
| Дарил Хана       | Синтия Картър  |
| Лорън Джърман    | Белинда        |
| Клейн Кроуфърд   | Дийн           |
| Паз де ла Хуерта | Трейси         |
| Ал Томпсън       | Ерик           |
| Дейвид Лий Смит  | Доктор Картър  |

## Саундтрак
| Номер | Песен                                            | Изпълнител                 | Продължителност |
| ----- | ------------------------------------------------ | -------------------------- | --------------- |
| 1     | Dare You to Move                                 | Switchfoot                 | 4:09            |
| 2     | Cry                                              | Mandy Moore                | 3:43            |
| 3     | Someday We'll Know (кавър на New Radicals)       | Moore and Jonathan Foreman | 3:52            |
| 4     | Dancin' in the Moonlight (кавър на King Harvest) | Toploader                  | 3:52            |
| 5     | Learning to Breathe                              | Switchfoot                 | 4:36            |
| 6     | Only Hope" (кавър на Switchfoot)                 | Moore                      | 3:53            |
| 7     | It's Gonna Be Love                               | Moore                      | 3:51            |
| 8     | You                                              | Switchfoot                 | 4:14            |
| 9     | If You Believe                                   | Rachael Lampa              | 3:49            |
| 10    | No One                                           | Cold                       | 3:17            |
| 11    | So What Does It All Mean?                        | West, Gould, & Fitzgerald  | 3:00            |
| 12    | Mother, We Just Can't Get Enough                 | New Radicals               | 5:45            |
| 13    | Only Hope                                        | Switchfoot                 | 4:14            |